# قشر حرکتی تکمیلی
قشر حرکتی تکمیلی (به انگلیسی: Supplementary Motor Area) یک ناحیه حیاتی برای برنامه‌ریزی حرکتی است. این ناحیه با قشر حرکتی اولیه که مسئول اجرای حرکات است، برای برنامه‌ریزی، هماهنگ سازی و ترتیب دادن حرکات پیچیده کار می‌کند.

## عملکرد
پنفیلد و ونچ برای نخستین بار در سال ۱۹۵۱ ناحیه SMA را نمایشی در بدنه داخلی نیمکره مغز نخستی سانان و انسان توصیف کردند. در سال ۱۹۵۲ ووسلی و همکاران قشر حرکتی تکمیلی را در مغز نخستی سانان تأیید کردند و آن را یک ناحیه سخت سوماتوتاپیک با پوشش اعصاب پاها در ناحیه خلفی و پوشش اعصاب صورت در ناحیه قدامی توصیف کردند. تحریک نواحی مختلف این بخش، منجر به حرکت قسمت‌هایی از هردو طرف بدن شد و زنجیره‌ای از حرکات را در هر چهار دست و پا برانگیخته کرد.